# Iskra Smoleńsk
Iskra Smoleńsk (ros. Футбольный клуб «Искра» Смоленск, Futbolnyj Kłub „Iskra” Smolensk) – rosyjski klub piłkarski z siedzibą w Smoleńsku.

## Historia
Chronologia nazw:
- do 1937: DKA Smoleńsk (ros. ДКА Смоленск)
- 1938–1959: Dinamo Smoleńsk (ros. «Динамо» Смоленск)
- 1960: Tiekstilszczik Smoleńsk (ros. «Текстильщик» Смоленск)
- 1961–1964: Spartak Smoleńsk (ros. «Спартак» Смоленск)
- 1965–1995: Iskra Smoleńsk (ros. «Искра» Смоленск)

Piłkarski klub DKA został założony w 1937 w mieście Smoleńsk.
W tym że roku zespół debiutował w Grupie G Mistrzostw ZSRR. W następnym 1938 w rozgrywkach Pucharu ZSRR uczestniczył zespół Dinamo Smoleńsk.
Dopiero w 1960 już jako Tiekstilszczik Smoleńsk startował w Klasie B Mistrzostw ZSRR. W 1962 spadł do Drugiej Ligi, w której występował do 1990, z wyjątkiem 1970, kiedy to zmagał się w niższej lidze oraz w latach 1980-1985 i 1987, kiedy reprezentował Smoleńsk w Pierwszej Lidze.
Od 1965 klub nazywa się Iskra Smoleńsk.
W 1991 występował w Drugiej Niższej Lidze.
W Mistrzostwach Rosji klub startował w Drugiej Lidze. W 1993 zajął 7 miejsce i spadł do Trzeciej Ligi.
1 stycznia 1995 odbyła się fuzja z innym smoleńskim klubem Kristałł Smoleńsk. Klub otrzymał nazwę CSK WWS Kristałł Smoleńsk i ponownie startował w Drugiej Lidze.
W 1995 w rozrywkach amatorskich występował zespół pod nazwą Iskra Smoleńsk.

## Sukcesy
- 7 miejsce w Pierwszej Lidze ZSRR: 1981
- 1/2 finału w Pucharze ZSRR: 1985
- 7 miejsce w Rosyjskiej Drugiej Lidze: 1993
- 1/64 finału w Pucharze Rosji: 1993

## Zawodnicy
- / Andrij Anenkow
- / Wiaczesław Dajew
- / Stasys Danisevicius
- / Jewgienij Dołgow
- Siergiej Filippienkow
- Gieorgij Jarcew
- / Walerij Klejmienow
- Aleksandr Maksimienko
- / Peter Neustädter
- Siergiej Szawło